# Where is the love?
«Where is the love?» es el primer sencillo del tercer álbum de estudio de The Black Eyed Peas, Elephunk. Fue lanzado el 14 de marzo de 2003. La canción cuenta con la voz de Justin Timberlake, aunque no está oficialmente acreditado en el lanzamiento del sencillo. La canción consiguió llegar al puesto 8 en Estados Unidos, y además consiguieron llegar al número 1 en Australia y Reino Unido entre otros. Además esta canción ocupa el puesto n.º 53 de las 100 mejores canciones del siglo XXI de la revista Rolling Stone. La banda recibió dos nominaciones, a la mejor grabación del año y a la mejor colaboración de rap/cantada, para «Where Is the Love?» en 2004. 
Una nueva versión de «#WHERESTHELOVE» de The Black Eyed Peas fue lanzada 31 de agosto de 2016, en colaboración con un gran número de artistas de la industria de la música, asimismo, una versión en español. Los beneficios fueron cedidos a diferentes programas educativos.

## Historia
Aunque la canción fue uno de los mayores éxitos a escala internacional de 2003, en un momento se plantearon no lanzarla. Después de los fracasos comerciales de sus anteriores álbumes y sencillos Black Eyed Peas se había hundido en una depresión y estuvieron a punto de dejar la industria musical. A pesar de haber sido elogiados por la crítica ellos pensaban que habían fallado en algo. Un día will.i.am entró en el despacho de Ron Fair, quien le había reclutado para la banda sonora de una película. Después de escucharle, Fair, quien poseía la mitad de la discografía para la que el grupo trabajaba les ofreció que se traspasaran a la mitad dirigida por él y se comprometió en ayudarles con su carrera. Fair sabía que el orígenes del grupo eran ritmos urbanos (rap, hip-hop) pero aun así le propuso a will.i.am que el grupo cantara canciones con influencias pop. 
Como Fair pensaba will.i.am no aceptó aun sabiendo que el grupo podría ser "un éxito taquillero". Ron Fair convocó una reunión con el grupo y les dijo que esta podría ser su última oportunidad. Puesto a que Black Eyed peas no quería abandonar el mundo de la música aceptaron la propuesta de Fair de inclinar sus canciones hacia el pop.
Ron entonces al azar sugirió a Justin Timberlake para que colaborara en su nuevo disco. Para sorpresa de Fair, el grupo no se opuso en ningún momento a trabajar con él ya que ellos eran amigos.
Black Eyed Peas empezó a escribir una canción para cantarla con Timberlake. En las Navidades de 2001 Will.i.am creó unos acordes de guitarra que le gustaban mucho. Recordando sus emociones reprimidas tras los Atentados del 11 de septiembre Will.i.am escribió gran parte de la canción. Apl.de.ap y Taboo después de escuchar los trozos que había escrito will.i.am compusieron textos similares para completar la canción. Justin realizó unos retoques al tema y creó los coros. En esta canciones se puede escuchar una parte de la canción del grupo Nas "One Love".
Poco después entre los años 2002 y 2003 Fergie se incorporó a Black Eyed Peas. Ella canta el estribillo de la canción junto con Justin.

### ¿Dónde está el amor? - Versión en español
En 2016, se publicó una adaptación al español del sencillo. La lista de los colaboradores de la canción llega a 59 nombres, según Billboard, con Pepe Aguilar, Becky G, Kate del Castillo, Paulina Rubio, Gerardo Ortiz, Larry Hernández, Luis Coronel, Wilmer Valderrama, Joss Favela, Don Cheto, Ana Bárbara, Rosario Dawson, Angélica María, V-Sounds, Ryan Guzman, Adriana Fonseca, Gabriel Iglesias, Ana Victoria, Chiquis Rivera, Nadia Mejia y Adriana Fonseca, como los artistas que aparecen en el video promocional.

## Composición
La canción fue escrita por will.i.am, Taboo, apl.de.ap, Ron Fair, P. Board, G. Pajon Jr, M. Fratantuno, y J. Curtis, y coproducida por will.i.am y Ron Fair. Esta es una himno antiguerra y pacifismo, The Black Eyed Peas lamenta sobre diversos problemas en todo el mundo. Muchos problemas se discuten, no solo el terrorismo, la hipocresía del Gobierno de los Estados Unidos, también racismo, medio ambiente, guerra, intolerancia y la codicia. Algunos ven esta canción como un himno contra la guerra contra el terror. El mensaje que trasmitía esta canción estaba creado para que el pueblo reflexionara sobre el atentado terrorista del 11 de septiembre y sobre la invasión a Irak que se produciría poco después.

## Recepción
Aunque originalmente se había previsto "Shut Up" como el primer sencillo del álbum hubo consenso entre Fair y Black Eyed Peas para que «Where is the Love?» fuese el sencillo promocional de Elephunk. Sin embargo, otro problema surgió antes de trazar edición: Timberlake se encontraba en medio de la promoción de su álbum en solitario Justified. El grupo y Fair se preocuparon bastante de no conseguir su objetivo: mezclar sus canciones con un nuevo artista pop. Después de esto llegaron a un acuerdo, Timberlake aparecería como vocal pero no aparecería en el video musical.
En 2004 el duro trabajo de los Black Eyed Peas para que «Where is the Love?» saliera a la luz se vio recompensado con una nominación a los Premios Grammy en la categoría "Canción del Año".
Además en 2004 Justin Timberlake interpretó la canción junto al grupo en varios conciertos y programas de la televisión americana. La canción fue el sencillo más vendido del año 2003 en el Reino Unido, que a su vez se convirtió en 25.º sencillo más vendido en la década de 2000 en este territorio.

## Formatos
| Maxi-CD 1. «Where Is the Love?» – 4:35 2. «Somethin' for That Ass» – 3:53 3. «What's Goin Down» – 2:43 4. «Where Is the Love?» (music video) - 4:35 | Sencillo en CD 1. «Where Is the Love?» – 4:35 2. «Somethin' for That Ass» – 3:53 |

## Créditos
- Ron Fair - productor
- Dylan Dresdow y Tal Herzberg - diseñadores
- Christine Sirois - asistente
- will.i.am, apl.de.ap, Taboo, Fergie y Justin Timberlake - voces

## Posicionamiento en listas y certificaciones
| Lista (2003)                            | Mejor posición |
| --------------------------------------- | -------------- |
| Australia (ARIA)                        | 1              |
| Australia (ARIA Urban Singles)          | 6              |
| Austria (Ö3 Austria Top 40)             | 1              |
| Alemania (Offizielle Deutsche Charts)   | 1              |
| Bélgica (Flandes) (Ultratop 50)         | 1              |
| Bélgica (Valonia) (Ultratop 50)         | 19             |
| Croacia (HRT)                           | 2              |
| Canadá (Canadian Singles Chart)         | 5              |
| Dinamarca (Tracklisten)                 | 1              |
| España (Top 100 Canciones)              | 2              |
| Estados Unidos (Billboard Hot 100)      | 8              |
| Estados Unidos (Adult Top 40)           | 36             |
| Estados Unidos (Hot Dance Club Songs)   | 7              |
| Estados Unidos (Pop Songs)              | 1              |
| Estados Unidos (Dance/Mix Show Airplay) | 12             |
| Estados Unidos (Hot R&B/Hip-Hop Songs)  | 22             |
| Estados Unidos (Rap Songs)              | 19             |
| Estados Unidos (Mainstream Top 40)      | 1              |
| Estados Unidos (Rhythmic)               | 9              |
| European Hot 100                        | 1              |
| Escocia (Scottish Singles Sales Chart)  | 1              |
| Francia (SNEP)                          | 16             |
| Grecia (IFPI)                           | 30             |
| Hungría (Single Top 40)                 | 3              |
| Hungría (Rádiós Top 40)                 | 7              |
| Hungría (Dance Top 40)                  | 10             |
| Irlanda (IRMA)                          | 1              |
| Italia (FIMI)                           | 3              |
| Noruega (VG-lista)                      | 1              |
| Países Bajos (Dutch Top 40)             | 1              |
| Países Bajos (Mega Single Top 100)      | 1              |
| Nueva Zelanda (Recorded Music NZ)       | 1              |
| Polonia (Polish Airplay Chart)          | 1              |
| Reino Unido (UK Singles Chart)          | 1              |
| Reino Unido (UK R&B Chart)              | 1              |
| Suecia (Sverigetopplistan)              | 1              |
| Suiza (Schweizer Hitparade)             | 1              |
| República Checa (Rádio – Top 100)       | 3              |
| Rumania (Romanian Top 100)              | 1              |
| Rusia (TopHit)                          | 84             |

| Lista (2003)                     | posición |
| -------------------------------- | -------- |
| Australian Singles Chart         | 3        |
| Austrian Singles Chart           | 10       |
| Belgian (Flanders) Singles Chart | 10       |
| Dutch Top 40                     | 4        |
| French Singles Chart             | 78       |
| Irish Singles Chart              | 2        |
| New Zealand Singles Chart        | 2        |
| Swiss Singles Chart              | 2        |
| UK Singles Chart                 | 1        |

| Lista (2000–2009)    | posición |
| -------------------- | -------- |
| German Singles Chart | 89       |

| País           | Certificación | Fecha                   | Ventas certificadas |
| -------------- | ------------- | ----------------------- | ------------------- |
| Alemania       | Oro           | 2003                    | 150 000             |
| Australia      | 2× Platino    | 2003                    | 140 000             |
| Bélgica        | Oro           | 22 de noviembre de 2003 | 25 000              |
| Estados Unidos | Oro           | 25 de octubre de 2004   | 500 000             |
| Nueva Zelanda  | Platino       | 2003                    | 15 000              |
| Noruega        | Platino       | 2003                    | 10 000              |
| Reino Unido    | Platino       | 31 de octubre de 2003   | 750 000             |

### Sucesión en listas
| Anterior: «Miss Independent» de Kelly Clarkson «Not Me, Not I» de Delta Goodrem | Mainstream Top 40 (Pop Songs) — Sencillo Nro 1 9 de agosto de 2003 — 16 de agosto de 2003 23 de agosto de 2003 — 3 de octubre de 2003 | Siguiente: «Crazy in Love» de Beyoncé con Jay-Z «Shake Ya Tailfeather» de Nelly, P. Diddy & Murphy Lee |
| Anterior: «Ignition» de R. Kelly «Not Me, Not I» de Delta Goodrem               | ARIA Singles Chart — Sencillo Nro 1 24 de agosto de 2003 — 14 de septiembre de 2003 5 de octubre de 2003 — 12 de octubre de 2003      | Siguiente: «White Flag» de Dido «Rise Up» de Australian Idol – The Final 12                            |
| Anterior: «Are You Ready for Love» de Elton John                                | UK Singles Chart — Sencillo Nro 1 7 de septiembre de 2003 — 18 de octubre de 2003                                                     | Siguiente: «Hole in the Head» de Sugababes                                                             |
| Anterior: «Never Leave You (Uh Oooh, Uh Oooh)» de Lumidee                       | Eurochart Hot 100 — Sencillo Nro 1 11 de octubre de 2003 — 22 de noviembre de 2003                                                    | Siguiente: «Me Against the Music» de Britney Spears & Madonna                                          |